# Edifício Itália
De Edifício Itália is een wolkenkrabber in São Paulo, Brazilië. Met zijn 168 meter is het het op een na hoogste gebouw van São Paulo. Het is gebouwd tussen 1960 en 1965 naar een ontwerp van de architect Franz Heep.